# Ån (digramme)
Cette page contient des caractères spéciaux ou non latins. S’ils s’affichent mal (▯, ?, etc.), consultez la page d’aide Unicode.
Pour les articles homonymes, voir AN.
Ån (minuscule ån) est un digramme de l'alphabet latin composé d'un A rond en chef (Å) et d'un N.

## Linguistique
- En wallon le digramme « ån » représente généralement la voyelle nasalisée [ɔ̃].

## Représentation informatique
Comme pour la majorité des digrammes, il n'existe aucun encodage de « ån » sous la forme d'un seul signe. Il est toujours réalisé en accolant les lettres Å et N,.